# Valour-Klasse
Die südafrikanischen Fregatten der Valour-Klasse sind seit 2004 Teil der South African Navy. Der Hersteller Blohm + Voss bezeichnet sie als MEKO A-200SAN, eine Weiterentwicklung der an viele Marinestreitkräfte gelieferten Schiffsklasse MEKO 200.

## Geschichte
Die Schiffe des Projekts Sitron sind Teil des strategischen Verteidigungspaketes Südafrikas und des europäisch-südafrikanischen Korvetten-Konsortiums (engl. European South African Corvette Consortium ESACC) vom 3. Dezember 1999. Das ESACC besteht aus der heutigen ThyssenKrupp Marine Systems AG, Thales und südafrikanischen Unternehmen; diese erhielten am 28. April 2000 den Auftrag zum Bau der vier Fregatten des Typs MEKO A-200SAN. „Valour“ bedeutet so viel wie Mut oder Tapferkeit. Die Amatola wurde nach der Verschanzung eines bekannten Xhosa-Häuptlings (Sandile) benannt, der in der gleichnamigen Region gegen die Briten kämpfte; die Sandhlwana und die Spioenkop tragen die Namen von Austragungsorten von Schlachten des Zulu- bzw. Burenkrieges und die Mendi erhielt den Namen des 1917 auf eine Mine gelaufenen gleichnamigen britischen Schiffes. Dessen Untergang und der Tod von 700 südafrikanischen Soldaten gilt als größte südafrikanische Schiffskatastrophe.
Die Fregatten sind die erste größere Neubeschaffung der südafrikanischen Marine seit 20 Jahren und dem Ende der Apartheid. Die Einsatzmöglichkeiten der Schiffe sollen ein großes Aufgabenspektrum umfassen, das für die Marine bis dahin nicht erfüllbar war. Dazu gehören:
- Patrouillenfahrten in den Hoheitsgewässern gegen Fischwilderei
- Einsätze gegen Piraten und Schmuggler
- SAR Missionen bis zur Prinz-Edward-Inselgruppe
- Evakuierungsmissionen
- Feuerunterstützung für Landeinheiten sowie begrenzter Transport von diesen
- Kriegseinsätze
  - Kampfpatrouille
  - Defensive Seeüberwachung
  - Combat SAR
  - Legen von Minen und Seeblockade

Eine Beschaffung von zusätzlichen Schiffen dieser Klasse ist geplant.

## Technische Daten
Die Fregatten sind im Stealthdesign gebaut. Das bedeutet, dass sie ein möglichst kleines Radarecho zurückwerfen. Eine Maßnahme dazu ist die Verwendung der „X-Form“ für den Rumpfquerschnitt, die einerseits Reflexionen zurück in Richtung eines Senders minimiert, andererseits aber genügend Bauvolumen für das Schiff zulässt. Außerdem wurden Techniken zur Reduzierung der Infrarotsignatur eingesetzt; beispielsweise befindet sich die Abgasanlage in der Wasserlinie – eine Maßnahme, die dazu dient, die Abgase noch vor ihrem Austritt auf die Umgebungstemperatur abzukühlen. Blohm + Voss, der Entwickler und Hersteller der Klasse, gibt eine Halbierung der Radarrückstrahlfläche, eine 75 % kleinere Infrarotsignatur als bei vorherigen Schiffsdesigns, außerdem 20 % geringere Unterhaltungskosten, 25 % weniger Verdrängung und eine 30 % kleinere Besatzung als Kennzahlen an.

### Antrieb
Die Schiffe verfügen über zwei Dieselmotoren mit jeweils 5.920 kW Leistung sowie eine Gasturbine mit 20.000 kW Leistung. Die beiden Dieselmotoren treiben dabei über zwei Wellen die beiden Schiffsschrauben an, die Gasturbine kann über zwei Getriebe an beide Wellen zugeschaltet werden, um die Höchstgeschwindigkeit von bis zu 27 Knoten erreichen zu können. Zusätzlich besitzen die Schiffe einen Wasserstrahlantrieb, was für eine solche Schiffsklasse eher ungewöhnlich ist. Dieser wird von der Gasturbine allein angetrieben. Prinzipiell können folgende Modi verwendet werden:
- I – Ökonomisch (kraftstoffsparend): Ein Diesel auf beiden Wellen, max. Propellerdrehzahl: 150 min−1
- II – Manöver: Beide Diesel auf beiden Wellen, max. Propellerdrehzahl: 200 min−1
- III – CODAG-WARP: Beide Diesel und Gasturbine, max. Propellerdrehzahl: 215 min−1
- IV – Nur Gasturbine: Wasserstrahlantrieb

Bei einer Marschgeschwindigkeit von etwa 16 Knoten können die Schiffe eine Strecke von über 8.000 Seemeilen zurücklegen, ohne neuen Treibstoff bunkern zu müssen.

### Bewaffnung
Jedes Schiff der Klasse ist auf dem Bug mit einem 76-mm-Geschütz der Firma Oto-Breda ausgestattet, das sowohl gegen See- als auch gegen Luft- und Landziele eingesetzt werden kann. Zusätzlich ist auch ein 35-mm-Geschütz der Firma Denel über dem Hangar installiert, um den Nahbereich schützen zu können. Zur Abwehr kleiner Überwasserfahrzeuge sind zudem zwei 20-mm-Kanonen und bis zu zwei 12,7-mm-Maschinengewehre an Bord verbaut.
Die Raketenbewaffnung umfasst zwei Vierfachstarter für Seezielflugkörper des Typs Exocet MM-40 Block II mit einer Reichweite von bis zu 72 Kilometern. Die Starter sind zwischen den Aufbauten montiert. Zur Abwehr von Flugzeugen und Flugkörpern besitzen die Schiffe zwei 8-Zellen-Vertical-Launching-Systeme (kurz VLS), mit denen Flugabwehrraketen vom Typ Umkhonto zum Einsatz gebracht werden können. Je nach Version variiert deren Reichweite zwischen 12 und maximal 20 Kilometern.
Zur Bekämpfung von Unterwasserzielen sind vier Ausstoßrohre für Leichtgewichtstorpedos vorhanden. Zur Bekämpfung von U-Booten können bis zu zwei Westland Super Lynx oder ein Atlas Oryx in einem Hangar am Heck mitgeführt werden. Dabei ist es auch möglich, einen Hubschrauber durch eine Drohne zu ersetzen.

## Schiffsliste
| Schiffsname           | Werft        | Kiellegung       | Stapellauf       | Geliefert | In Dienst gestellt |
| --------------------- | ------------ | ---------------- | ---------------- | --------- | ------------------ |
| SAS Amatola (F145)    | Blohm + Voss | 2. August 2001   | 6. Juni 2002     | 2003      | 2005               |
| SAS Isandlwana (F146) | HDW          | 26. Oktober 2001 | 5. Dezember 2002 | 2004      | 2005               |
| SAS Spioenkop (F147)  | Blohm + Voss | 28. Februar 2002 | 2. August 2003   | 2004      | 2005               |
| SAS Mendi (F148)      | HDW          | 28. Juni 2002    | Oktober 2003     | 2004      | 2005               |